# Кампо-де-Сан-Педро
Кампо-де-Сан-Педро (ісп. Campo de San Pedro) — муніципалітет в Іспанії, у складі автономної спільноти Кастилія-і-Леон, у провінції Сеговія. Населення — 353 особи (2010).
Муніципалітет розташований на відстані близько 110 км на північ від Мадрида, 70 км на північний схід від Сеговії.
На території муніципалітету розташовані такі населені пункти: (дані про населення за 2010 рік)
- Кампо-де-Сан-Педро: 267 осіб
- Фуентемісарра: 47 осіб
- Вальдеварнес: 39 осіб

## Демографія
Динаміка населення (INE ):